# Ghoria
Ghoria is een geslacht van vlinders van de familie van de spinneruilen (Erebidae). De wetenschappelijke naam van dit geslacht werd voor het eerst voorgesteld door Frederic Moore in een publicatie uit 1878.

## Soorten
- Ghoria albocinerea Moore, 1878
- Ghoria collitoides Butler, 1885
- Ghoria dirhabdus (Rothschild, 1916)
- Ghoria gigantea (Oberthür, 1879)
- Ghoria nanlingica Dubatolov, Kishida & Wang, 2012
- Ghoria nepalica (Daniel, 1961)
- Ghoria nigripars (Walker, 1856)
- Ghoria postfusca (Hampson, 1894)
- Ghoria sinotibetica Dubatolov, Kishida & Wang, 2012
- Ghoria tecta (Wileman, 1910)